# Terrorismo de esquerda
Terrorismo de esquerda (por vezes chamado de terrorismo marxista-leninista ou terrorismo revolucionário) é uma forma de terrorismo que almeja derrubar sistemas capitalistas e substituí-los por sistemas de sociedades marxistas-leninistas ou socialistas.
O mesmo também ocorre quando estados socialistas já existentes sofrem ativismo contra o governo em questão. O terrorismo de esquerda ganhou manifestações vívidas por todo o mundo, apresentando dinâmicas e relações divergentes com governos nacionais e economias políticas. 

## Ideologia e motivações

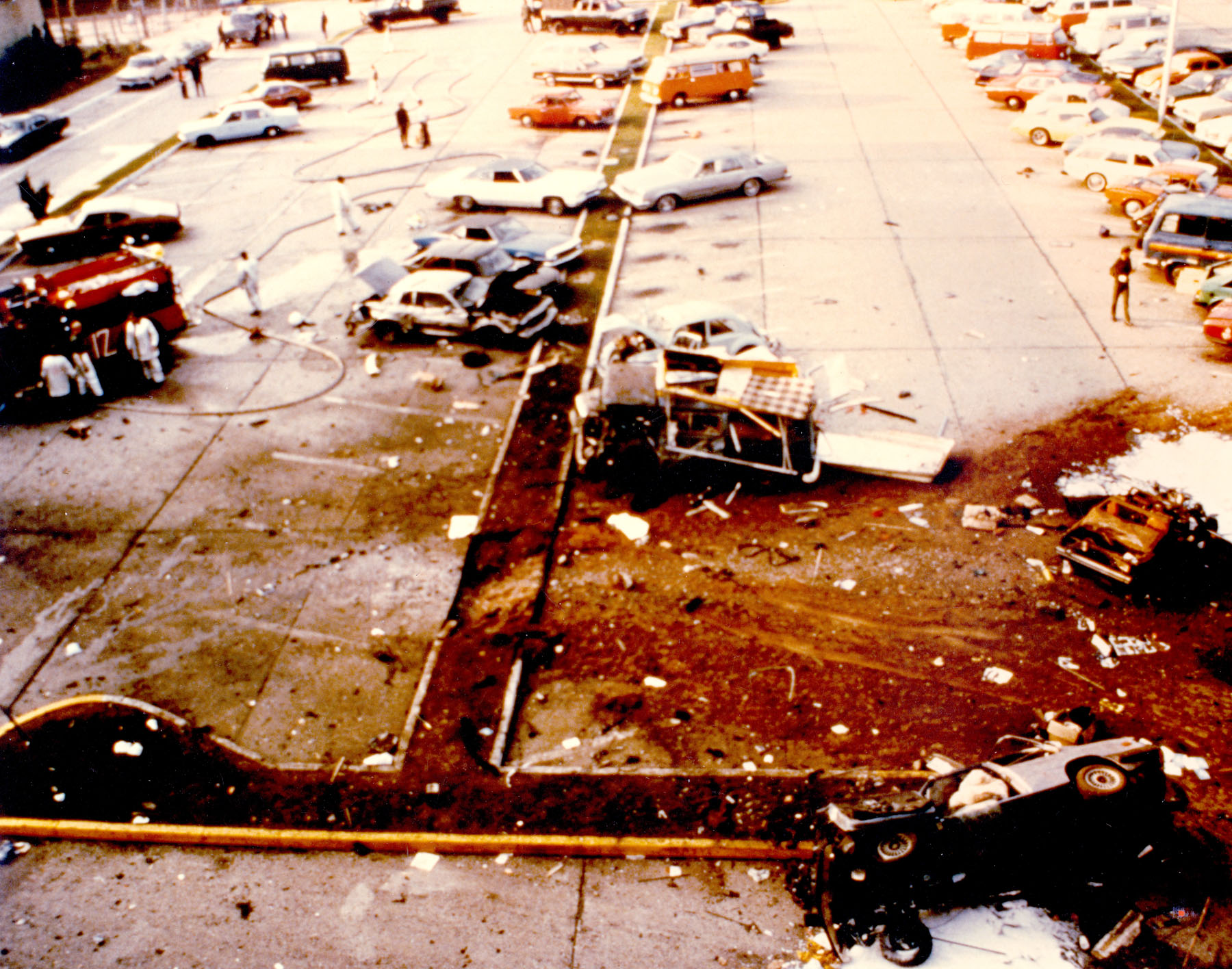
Atentado em 1981 na base aérea de Ramstein, na Alemanha, pelo grupo terrorista de esquerda Fração do Exército Vermelho.

Terroristas de esquerda têm sido influenciados por inúmeras correntes comunistas e socialistas, incluindo o marxismo. Naródnaia vólia, um grupo terrorista do século XIX que matou o czar Alexandre II da Rússia em 1881 e desenvolveu o conceito de propaganda pelo ato é uma influência notável.
De acordo com Sarah Brockhoff, Tim Krieger e Daniel Meierrieks, enquanto o terrorismo de esquerda é motivado ideologicamente, o terrorismo nacional-separatista é motivado etnicamente. Eles argumentam que a meta revolucionária da esquerda é não-negociável, enquanto terroristas de direita estão dispostos a fazer concessões. Eles também sugerem que a rigidez das demandas de tais terroristas podem explicar a falta de apoio em relação a grupos nacionalistas. Entretanto, muitos dos revolucionários de esquerda mostraram solidariedade por grupos de liberação nacional que fazem uso de terrorismo, como os Nacionalistas Irlandeses, a Organização para a Libertação da Palestina e os Tupamaros, vendo eles como membros em comum de uma luta global contra o capitalismo.
Uma vez que o sentimento nacionalista é alimentado por condições socioeconômicas, alguns movimentos separatistas como o ETA Basco, o Exército Republicano Irlandês Provisório e o Exército de Libertação Nacional Irlandês incorporaram ideologias de esquerda (como a comunista e socialista) em suas políticas.

## História
O terrorismo de esquerda tem suas raízes no terrorismo anarquista do século XIX e início do século XX e tomou forma durante a Guerra Fria. O terrorismo moderno de esquerda desenvolveu-se no contexto da agitação política de 1968. Na Europa Ocidental, grupos notáveis incluíam a Fração do Exército Vermelho da Alemanha Ocidental (RAF), as Brigadas Vermelhas Italianas, o Action Directe Francês (AD) e o Cellules Communistes Combattantes (CCC). Grupos asiáticos incluíram o Exército Vermelho Japonês e os Tigres da Libertação do Tâmil Eelam, embora a organização posterior tenha adotado o terrorismo nacionalista. Na América Latina, grupos que se envolveram ativamente no terrorismo nas décadas de 1970 e 1980 incluíram os sandinistas nicaraguenses, o Sendero Luminoso Peruano e o Movimento Colombiano de 19 de abril. Especificamente no Brasil, o Movimento de Libertação Popular (Molipo), de inspiração cubana, ganhou notoriedade por atos terroristas cometidos durante a ditadura militar.

### América latina
Stefan M. Aubrey descreve os Sandinistas, o Sendero Luminoso, o Movimento 19 de Abril e as Forças Armadas Revolucionárias da Colômbia (FARC) como as principais organizações envolvidas no terrorismo de esquerda na América Latina durante as décadas de 1970 e 1980. Essas organizações se opuseram ao governo dos Estados Unidos e atraíram apoio local, além de receber apoio da União Soviética e de Cuba. 

#### FARC

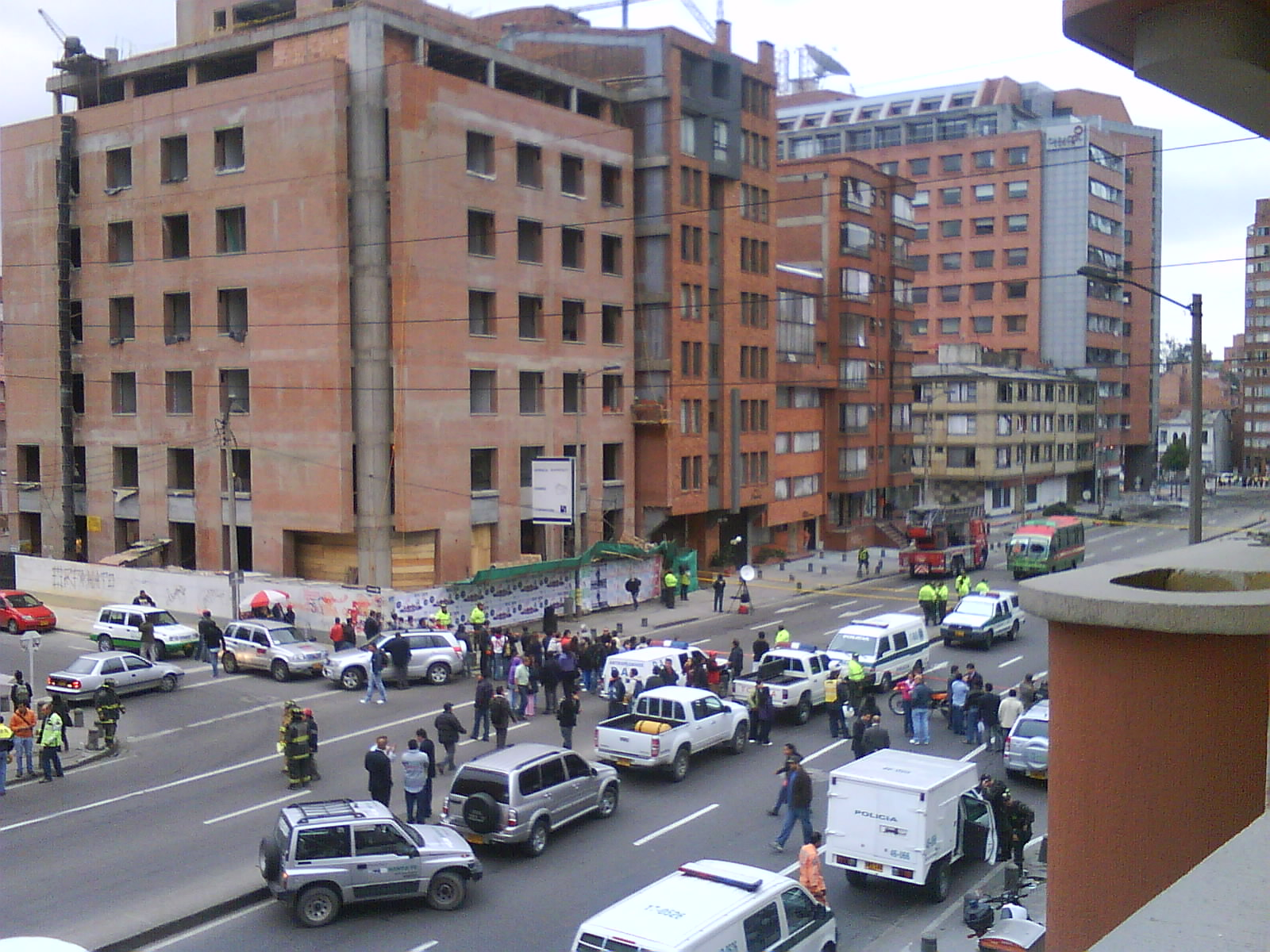
Um ataque terrorista em 12 de agosto de 2010 pelas FARC com um carro bomba na sede da Rádio Caracol deixou 43 pessoas feridas.

As Forças Armadas Revolucionárias da Colômbia (FARC) são uma organização marxista-leninista na Colômbia que se envolveu em explosões de veículos, bombas de botijão de gás, assassinatos, minas terrestres, sequestros, extorsão e espoliação (sequestro de aeronaves), bem como guerrilha e formações militares convencionais. O Departamento de Estado dos Estados Unidos inclui as FARC-EP em sua lista de organizações terroristas estrangeiras, assim como a União Europeia. A organização financia-se principalmente através de extorsão, sequestro e sua participação no comércio ilegal de drogas. Muitas de suas frentes recrutam recrutas menores de idade à força, distribuem propaganda e roubam bancos. As empresas próximas aos domínios das organizações e que operavam em áreas rurais, incluindo as de interesses agrícolas, petrolíferos e de mineração, eram obrigadas a pagar "vacinas" (mensalidades em dinheiro) que "protegiam" eles de ataques e sequestros subsequentes. Uma fonte de receita adicional, embora menos lucrativa, foram os bloqueios de rodovias nos quais os guerrilheiros paravam motoristas e ônibus para confiscar joias e dinheiro. Estima-se que 20 a 30 por cento dos combatentes das FARC tenham menos de 18 anos de idade, e muitos têm apenas 12 anos de idade, totalizando cerca de 5 mil crianças. Crianças que tentam escapar das fileiras da guerrilha são punidas com tortura e morte.

#### Organização Comunista 19 de maio
A Organização Comunista 19 de maio, também conhecida como a Coalizão Comunista de 19 de maio, era uma  auto-intitulada organização revolucionária de base nos Estados Unidos, formada por membros oriundos do Weather Underground e do Black Liberation Army. O nome M19CO foi derivado dos aniversários de Ho Chi Minh e Malcolm X. A organização esteve ativa de 1978 a 1985. Também incluiu membros dos Panteras Negras e da República da Nova Áfrika (RNA). Segundo um relatório do governo dos EUA de 2001, a aliança entre os membros do Exército de Libertação Negra e do Weather Underground tinha três objetivos: libertar ativistas políticos prisioneiros das penitenciárias dos EUA; apropriar a riqueza capitalista  (através de roubos à mão armada) para financiar suas operações; e iniciar uma série de bombardeios e ataques terroristas contra os Estados Unidos.

#### Sendero Luminoso
O Partido Comunista do Peru, mais comumente conhecido como Sendero Luminoso, é uma organização guerrilheira maoísta que iniciou um conflito interno no Peru em 1980. Amplamente condenado por sua brutalidade, incluindo a violência contra camponeses, sindicalistas, autoridades popularmente eleitas e população civil geral,  Sendero Luminoso está na lista "Organizações Terroristas Estrangeiras Designadas" do Departamento de Estado dos Estados Unidos. O Peru, a União Europeia, e o Canadá  também consideram o Sendero Luminoso como um grupo terrorista e proíbem o seu financiamento ou qualquer outro tipo de apoio financeiro.